# John Bauer (Skilangläufer)
John William Bauer (* 6. Februar 1969 in Champlin) ist ein ehemaliger US-amerikanischer Skilangläufer.

## Werdegang
Bauer startete international erstmals bei den Nordischen Skiweltmeisterschaften 1991 im Val di Fiemme. Seine besten Platzierungen dort waren der 45. Platz über 30 km klassisch und der 13. Rang mit der Staffel. Im folgenden Jahr belegte er bei den Olympischen Winterspielen in Albertville den 32. Platz in der Verfolgung, den 23. Rang über 10 km klassisch und zusammen mit John Aalberg, Ben Husaby und Luke Bodensteiner den 12. Platz in der Staffel. Bei den Nordischen Skiweltmeisterschaften 1993 in Falun lief er auf den 48. Platz in der Verfolgung, auf den 43. Rang über 10 km klassisch und auf den 12. Platz mit der Staffel. Im März 1995 kam er bei den Nordischen Skiweltmeisterschaften in Thunder Bay auf den 63. Platz über 10 km klassisch und auf den 14. Rang mit der Staffel und holte mit dem 30. Platz in der Verfolgung und den 28. Rang über 30 km klassisch seine ersten Weltcuppunkte. In der Saison 1995/96 wurde er vierfacher US-amerikanischer Meister und belegte in der Saison 1996/97 bei den Nordischen Skiweltmeisterschaften 1997 in Trondheim den 69. Platz über 10 km klassisch, den 50. Rang über 30 km Freistil und den 46. Platz über 50 km klassisch. Seine besten Ergebnisse bei den Olympischen Winterspielen 1998 in Nagano waren der 41. Platz über 10 km klassisch und zusammen mit Marcus Nash, Patrick Weaver und Justin Wadsworth der 17. Rang in der Staffel. Im folgenden Jahr errang er bei den Nordischen Skiweltmeisterschaften in Ramsau am Dachstein den 42. Platz über 10 km klassisch und den 40. Platz über 30 km Freistil und holte mit dem 29. Platz in der Verfolgung letztmals Weltcuppunkte. Seine letzten internationalen Wettbewerbe absolvierte er bei den Olympischen Winterspielen 2002 in Salt Lake City. Dort lief er auf den 33. Platz über 50 km klassisch, auf den 19. Rang in der Doppelverfolgung und auf den 12. Platz über 15 km klassisch. Zudem wurde er dort zusammen mit Kris Freeman, Justin Wadsworth und Carl Swenson Fünfter in der Staffel.

## Teilnahmen an Weltmeisterschaften und Olympischen Winterspielen

### Olympische Spiele
- 1992 Albertville: 12. Platz Staffel, 23. Platz 10 km klassisch, 32. Platz 15 km Verfolgung
- 1998 Nagano: 17. Platz Staffel, 41. Platz 10 km klassisch, 47. Platz 15 km Verfolgung, 47. Platz 30 km klassisch, 53. Platz 50 km Freistil
- 2002 Salt Lake City: 5. Platz Staffel, 12. Platz 15 km klassisch, 19. Platz 10 km Doppelverfolgung, 33. Platz 50 km klassisch

### Nordische Skiweltmeisterschaften
- 1991 Val di Fiemme: 13. Platz Staffel, 45. Platz 30 km klassisch, 46. Platz 10 km klassisch, 47. Platz 15 km Freistil
- 1993 Falun: 12. Platz Staffel, 43. Platz 10 km klassisch, 48. Platz 15 km Verfolgung
- 1995 Thunder Bay: 14. Platz Staffel, 28. Platz 30 km klassisch, 30. Platz 15 km Verfolgung, 63. Platz 10 km klassisch
- 1997 Trondheim: 46. Platz 50 km klassisch, 50. Platz 30 km Freistil, 69. Platz 10 km klassisch
- 1999 Ramsau: 29. Platz 15 km Verfolgung, 40. Platz 30 km Freistil, 42. Platz 10 km klassisch

## Siege bei Continental-Cup-Rennen
| Nr. | Datum             | Ort         | Disziplin         | Serie           |
| --- | ----------------- | ----------- | ----------------- | --------------- |
| 1.  | 10. Januar 1996   | Lake Placid | 15 km Freistil 1  | Continental-Cup |
| 2.  | 12. Januar 1996   | Lake Placid | 10 km klassisch 1 | Continental-Cup |
| 3.  | 14. Januar 1996   | Lake Placid | 15 km klassisch 1 | Continental-Cup |
| 4.  | 17. Januar 1996   | Lake Placid | 50 km Freistil 1  | Continental-Cup |
| 5.  | 16. Dezember 1998 | Kimberley   | 10 km Freistil    | Continental-Cup |